# Connaught Place (Hong Kong)
Connaught Place (康樂廣場) est une place piétonne publique de Hong Kong située dans le quartier de Central, entre Jardine House, la poste centrale de Hong Kong et Exchange Square.
Inaugurée en décembre 1977, elle accueille une statue du sculpteur Henry Moore appelée le Double ovale. La place et les bâtiments environnants sont tous construits dans un style architectural moderne du XXe siècle .

## Histoire
En 1976, le promoteur immobilier Hongkong Land, développeur du Connaught Centre voisin (actuelle Jardine House), contacte le conseil urbain et propose de participer au financement de la création de la place. L'entreprise se procure un plan d'aménagement préliminaire et choisit la sculpture d'Henry Moore. Le 17 septembre 1976, le conseil accepte de poursuivre le projet sur la base d'une co-entreprise avec Hongkong Land qui prend en charge environ 25% du projet et conserve la propriété de la sculpture, tandis que le conseil couvre le reste des coûts et gèrera le lieu après la fin des travaux.
La place est achevée en décembre 1977. Elle et la sculpture sont toutes deux officiellement dévoilées le 20 décembre 1977 par le président du conseil urbain Arnaldo de Oliveira Sales (en).

## Caractéristiques
Le point central de la place est une sculpture de l'artiste anglais Henry Moore appelée le Double Ovale, l'un des deux moulages d'un moule de 1966. Lors de son inauguration en décembre 1977, elle est dédiée à Vernon Roberts, ancien directeur général de la société Hongkong Land, décédé le 21 octobre de la même année.
Les autres caractéristiques comprennent des plantes, des sièges et deux grandes piscines avec fontaines.

## Galerie

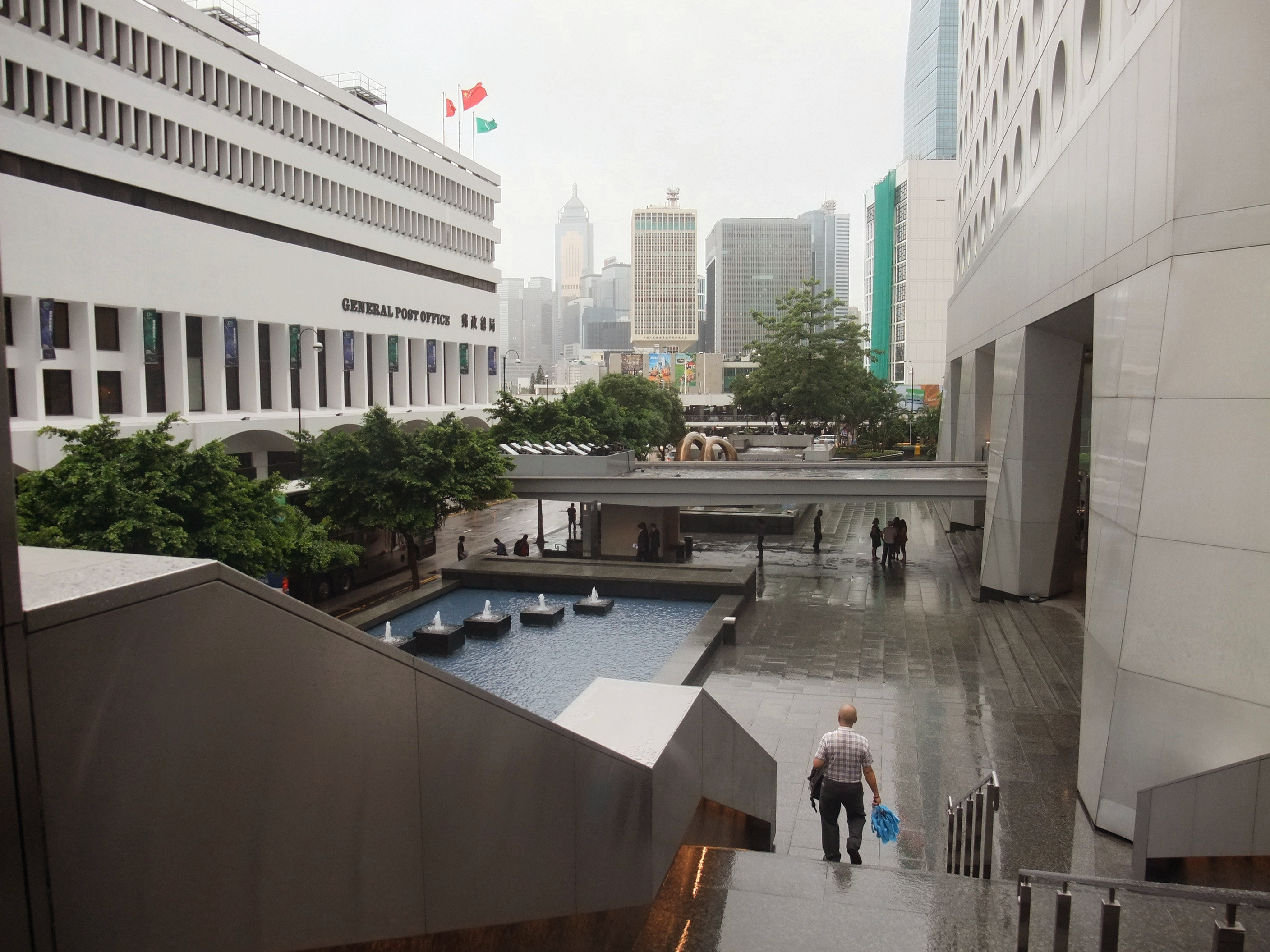
Connaught Place entre la poste centrale de Hong Kong (à gauche) et Jardine House (à droite).
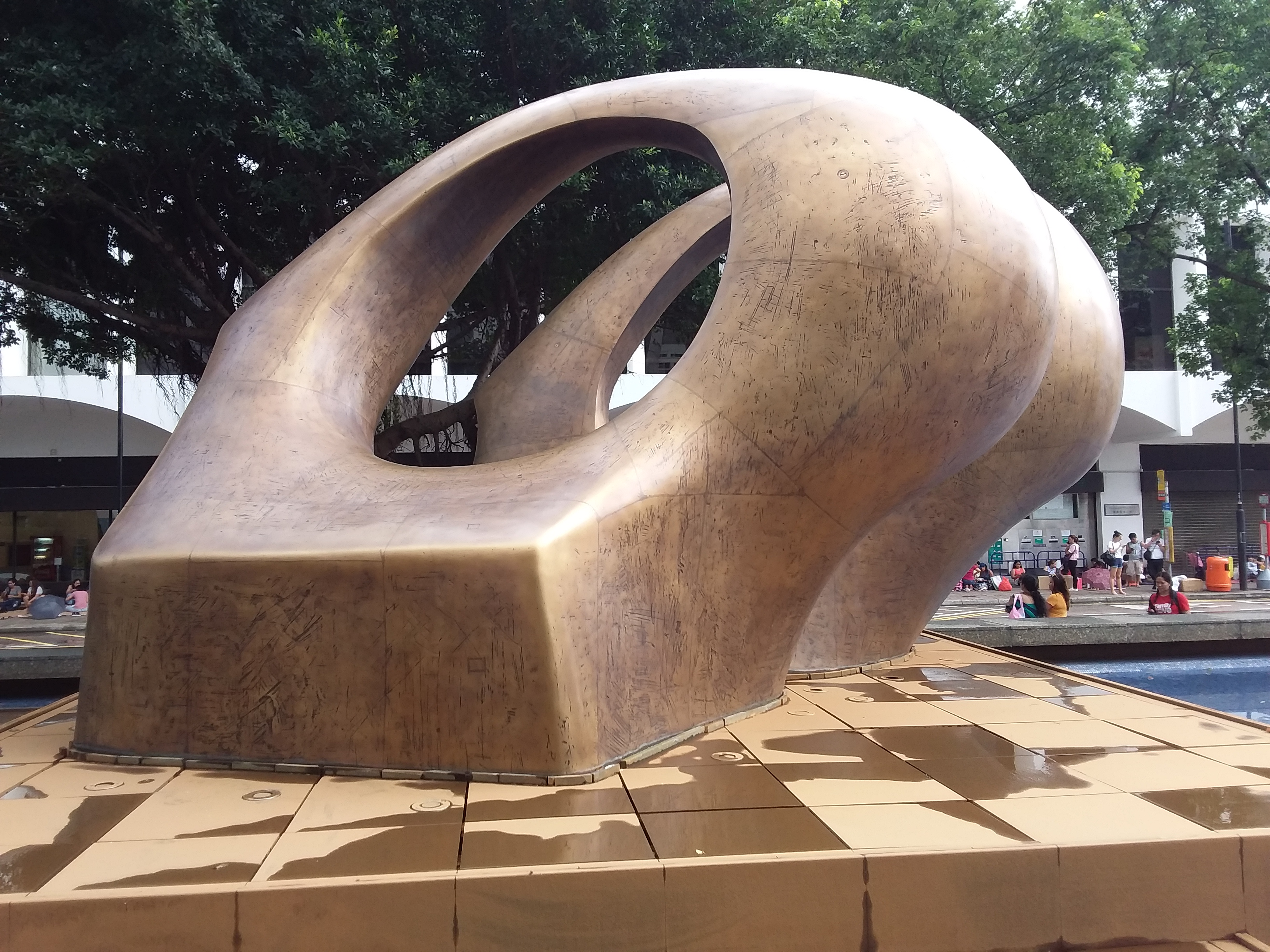
Le Double ovale.
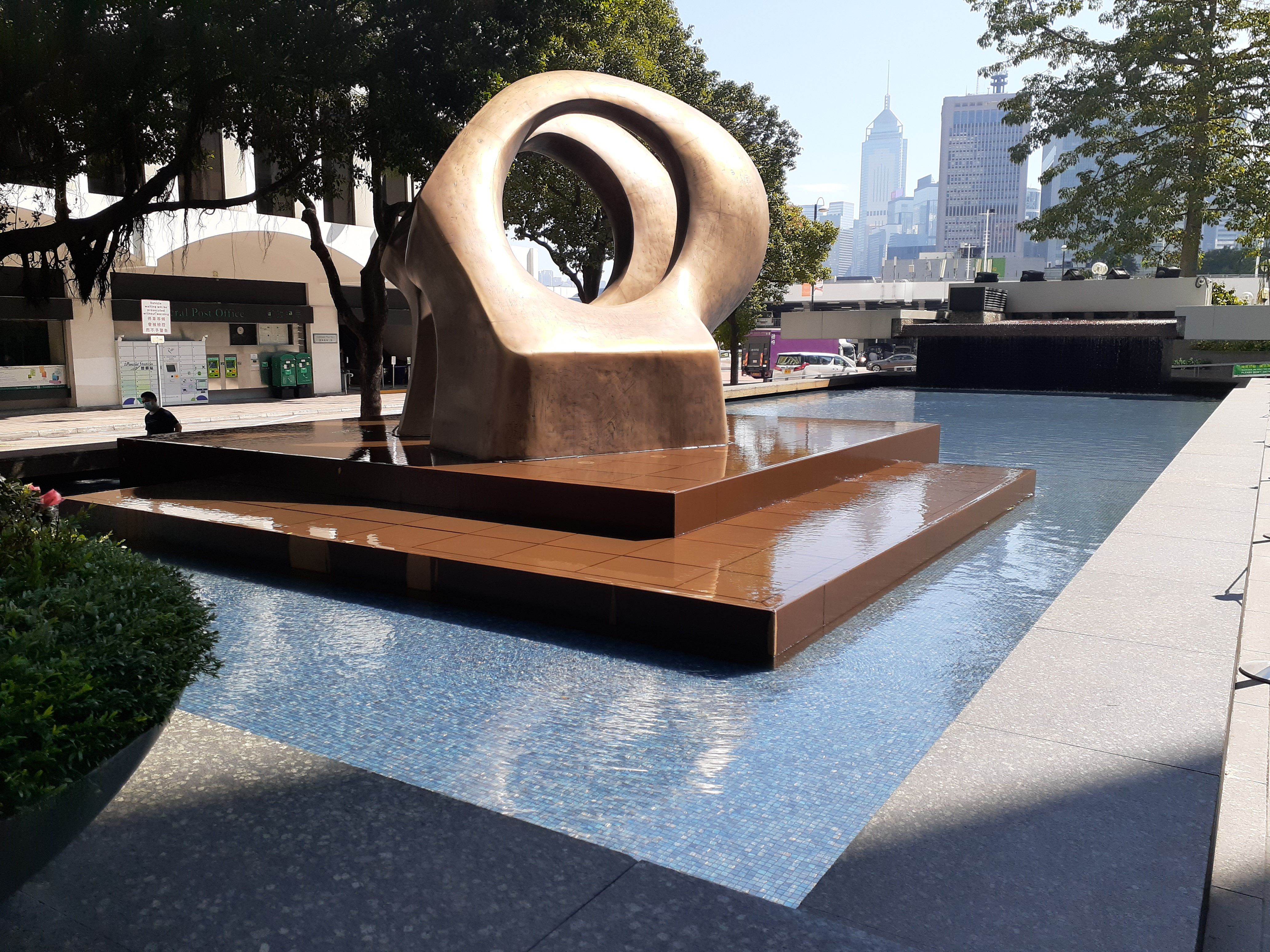
Autre vue du Double ovale.
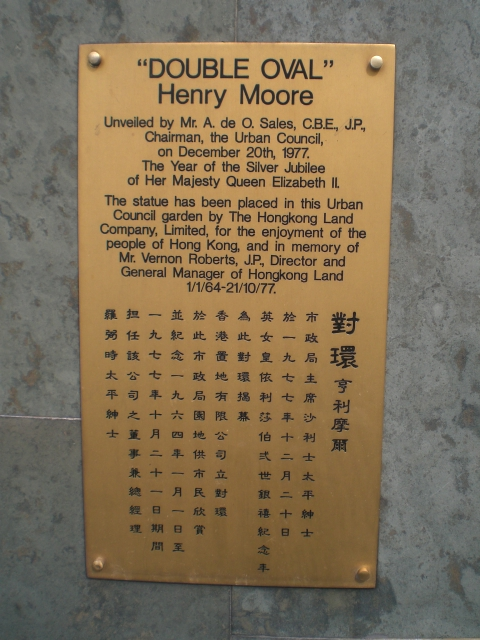
Plaque commémorative sur le Double ovale.
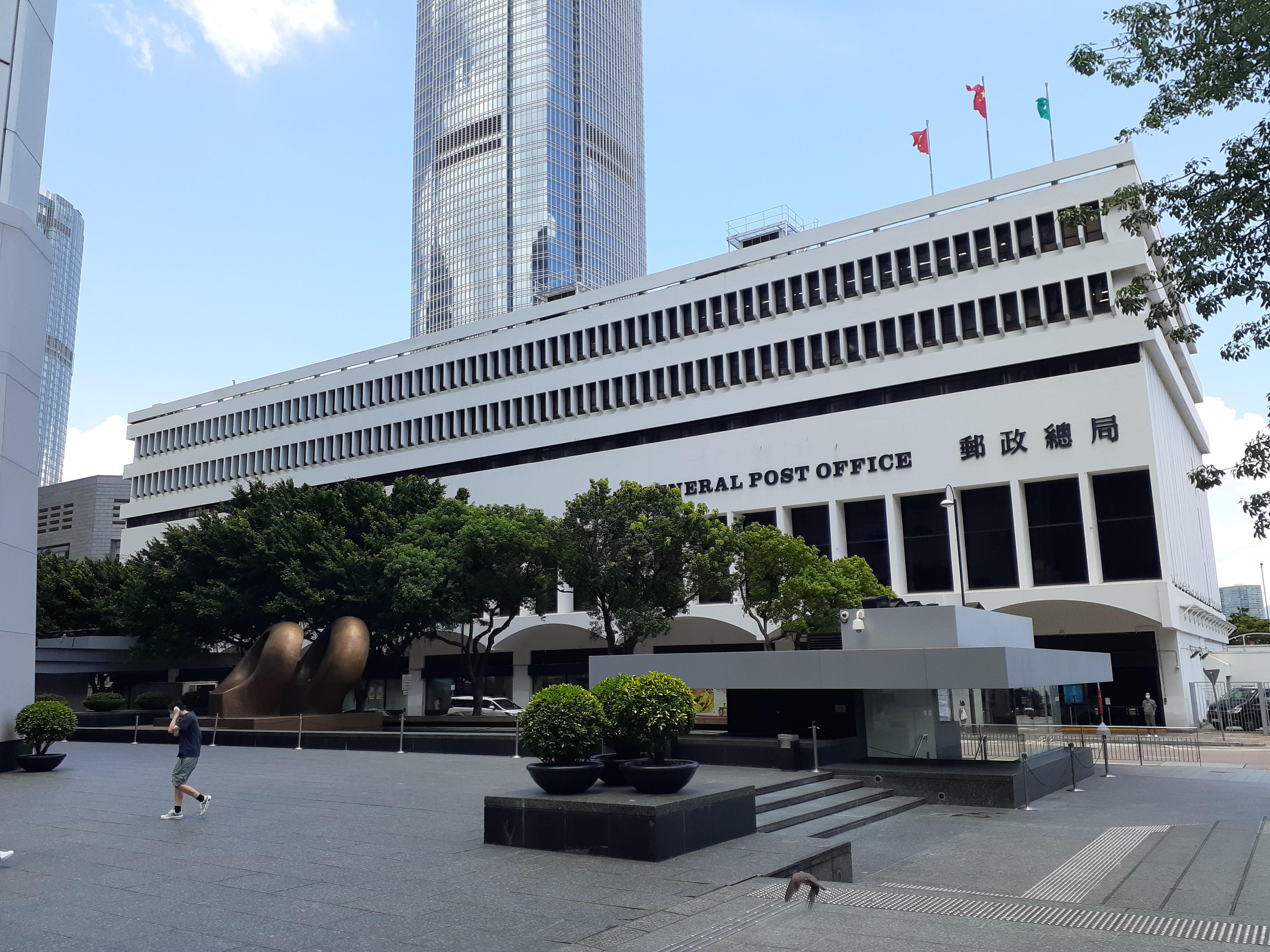
Connaught Place avec  la poste centrale de Hong Kong et l'International Finance Centre en arrière-plan.